# Villagonzalo de Tormes
Villagonzalo de Tormes ist ein westspanischer Ort und eine aus dem Hauptort und 4 Weilern (pedanías) bzw. Einzelgehöften (fincas) bestehende Gemeinde (municipio) mit nur noch 216 Einwohnern (Stand: 2024) im Osten der Provinz Salamanca in der Region Kastilien und León.

## Lage und Klima
Der ca. 800 m hoch gelegene Ort Villagonzalo de Tormes liegt auf dem Westufer des von einem Wehr (azud) aufgestauten Río Tormes im Süden der altkastilischen Hochebene (meseta). Die Großstadt Salamanca ist knapp 21 km in nordwestlicher Richtung entfernt. Das Klima im Winter ist durchaus kühl; die geringen Niederschlagsmengen (ca. 410 mm/Jahr) fallen – mit Ausnahme der eher trockenen Sommermonate – verteilt übers ganze Jahr.

## Bevölkerungsentwicklung
| Jahr      | 1857 | 1900 | 1950 | 2000 | 2019 |
| Einwohner | 244  | 348  | 377  | 237  | 216  |

Der Bevölkerungsrückgang in der zweiten Hälfte des 20. Jahrhunderts ist im Wesentlichen auf die Mechanisierung der Landwirtschaft und die Aufgabe bäuerlicher Kleinbetriebe zurückzuführen (Landflucht). Aufgrund der Nähe zur Großstadt Salamanca scheint sich die Bevölkerungszahl des Ortes jedoch stabilisiert zu haben. Zur Gemeinde gehören auch die Weiler bzw. Einzelgehöfte Carpio-Bernardo, Matacán, Castañeda und Valdesantiago.

## Wirtschaft
Das wirtschaftliche Leben der Landgemeinde war jahrhundertelang in hohem Maße agrarisch geprägt, doch wurde hauptsächlich zum Zweck der Selbstversorgung produziert – im Umland wurde Getreide ausgesät; Gemüse stammte aus den Hausgärten und auch Viehzucht wurde betrieben. Wenngleich einige Einwohner in Salamanca arbeiten, spielt die Landwirtschaft auch heute noch eine wichtige Rolle im Wirtschaftsleben der Gemeinde.

## Geschichte
Kelten, Römer, Westgoten und selbst die Mauren hinterließen keine archäologische Zeugnisse. Nach der Schlacht von Simancas (939) konnten letztere in diesem Teil der Iberischen Halbinsel bis zum Fluss Tormes zurückgedrängt werden. König Ramiro II. von León († 951) begann mit der Neu- und Wiederbesiedlung (repoblación) der eroberten Gebiete. König Alfons IX. von León († 1230) setzte diese Politik im 13. Jahrhundert fort. Villagonzalo und die umliegenden Orte entstanden wahrscheinlich erst im 14. Jahrhundert.

## Sehenswürdigkeiten
Villagonzalo

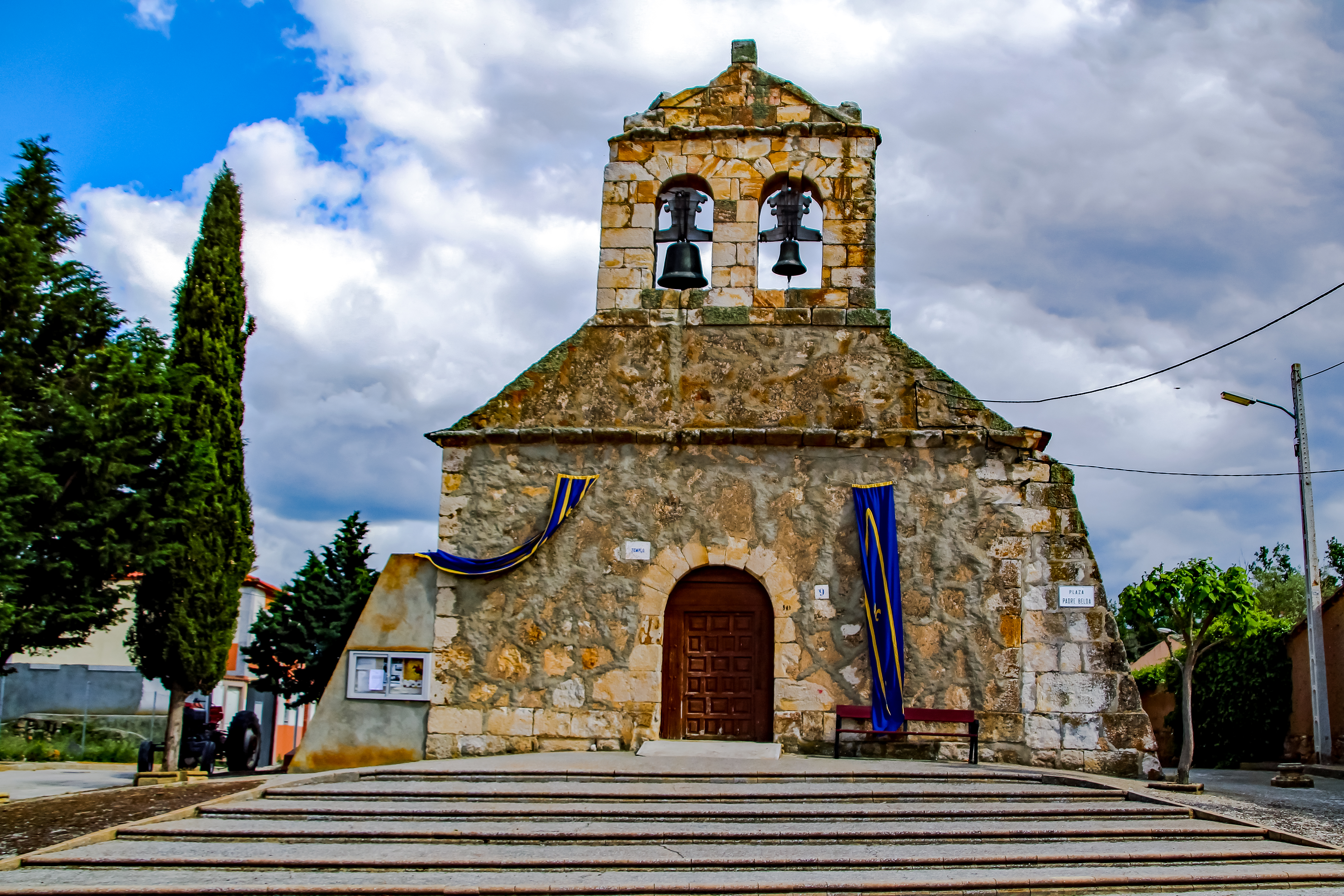
Kirche von Carpio-Bernardo

- Die kleine Dorfkirche von Villagonzalo verfügt über einen zweigeteilten Glockengiebel (espadaña). Das Portal befindet sich auf der Südseite.

Carpio-Bernardo
- Der ehemalige Ort Carpio bekam später den Zusatz Bernardo nach einem Ritter der Zeit um 800.
- Eine heute stark ruinierte mittelalterliche Burg (castillo) liegt auf einer ca. 1 km östlich des Ortes befindlichen Anhöhe. Während Heinrich IV. im 15. Jahrhundert noch Ort und Burg an seinen Getreuen García Álvarez de Toledo gab, ließen die Katholischen Könige im Jahr 1505 die Burg zerstören.[4]
- Die kleine Dorfkirche von Carpio-Bernardo verfügt ebenfalls über einen zweigeteilten Glockengiebel; das Portal befindet sich jedoch unmittelbar darunter.